# 곽정욱
곽정욱(郭正旭, 1990년 6월 12일 ~ )은 대한민국의 배우이다. 6세이던 1996년, KBS2 드라마 《컬러》에서 아역 탤런트로 데뷔하였다.

## 학력
- 서울노일초등학교
- 노일중학교
- 리라컴퓨터고등학교
- 성균관대학교 예술대학 연기예술학과

## 출연작

### TV 드라마
- 1996년 KBS2 수목드라마 《컬러》〈너의 뒤에 초록빛 햇살이 - "그린"〉 ... (홍경인 아역)#데뷔
- 1996년 KBS2 아침드라마 《여자가 사랑할 때》
- 1996년 MBC 수목드라마 《미망》
- 1997년 MBC 추석특집극 《누리야 누리야 뭐하니》
- 1997년 MBC 수목드라마 《영웅신화》
- 1998년 MBC 일요아침드라마 《사랑밖엔 난 몰라》
- 1998년 MBC 설날특집극 《사랑의 열쇠》
- 1998년 MBC 농촌드라마 《전원일기》 ... 단역
- 1998년 MBC 청춘시트콤 《남자 셋 여자 셋》
- 1998년 MBC 주간 코미디 드라마 《여자 대 여자》 ... 강찬우 역
- 1998년 MBC 수목드라마 《대왕의 길》 ... 어린 연잉군(영조) 역(박근형 아역)
- 1998년 KBS2 미니시리즈 《킬리만자로의 표범》 ... 한민호 역
- 1998년 SBS 월화드라마 《백야 3.98》
- 1998년 SBS 일일드라마 《7인의 신부》 ... 이상호 역
- 1998년 SBS 일일드라마 《미우나 고우나》 ... 홍성훈 역
- 1998년 KBS2 단막극 《일요베스트 - 왼손잡이》
- 1998년 MBC 단막극 《여자를 말한다 - 유부남이 알아야할 독신녀의 비밀 서너 가지》
- 1998년 MBC 토요시트콤 《아니 벌써》 ... 권현준 역
- 1999년 SBS 일요드라마 《카이스트》 ... 김현석 역
- 1999년 SBS 주말극장 《젊은 태양》 ... 어린 윤제혁 역(김주혁, 유준상 아역)
- 1999년 MBC 단막극 《베스트극장 - 악어와 악어새》
- 1999년 MBC 청춘시트콤 《점프》
- 1999년 KBS2 단막극 《일요베스트 - 피서지에서 생긴 일》
- 1999년 MBC 창사38주년 특별기획드라마 《허준》 ... 어린 상화 역(여현수 아역)
- 1999년 SBS 월화드라마 《고스트》 ... 어린 차달식 역(김민종 아역)
- 1999년 SBS 일요아침드라마 《달콤한 신부》
- 1999년 KBS2 청소년드라마 《학교 2》7회 ... 유신화의 동생, 어린 유동화 역(오태경 아역)
- 2000년 MBC 단막극 《MBC 베스트극장 - 송이야 놀자》 ... 민석 역
- 2000년 MBC 월요시트콤 《세 친구》
- 2000년 KBS2 월화드라마 《바보같은 사랑》 ... 조재민 역
- 2000년~2002년 KBS2 어린이드라마 《요정 컴미》 ... 강돌이/사령관 버그 역
- 2001년 KBS2 특별기획드라마 《명성황후》 ... 세자 척(순종) 역(백승우 아역)
- 2002년 SBS 대하드라마 《야인시대》 ... 소년 김두한 역(안재모, 김영철 아역)
- 2002년 KBS2 단막극 《드라마시티 - 햇빛 쏟아지던 날들》 ... 김혁 역
- 2002년 EBS 단막극 《TV로 보는 원작동화 - 멋진 내 남자친구》
- 2003년 KBS2 어린이드라마 《매직키드 마수리》 ... 최중근 역(특별출연)
- 2003년 KBS2 특별기획드라마 《장희빈》 ... 세자 균(경종) 역
- 2003년~2004년 KBS2 일일시트콤 《달려라 울엄마》 ... 임천재 역
- 2003년 KBS2 단막극 《드라마시티 - 집에 가고 싶다》 ... 이한주 역
- 2003년 EBS 2부작드라마 《TV로 보는 원작동화 - 자전거 도둑》 ... 영래 역
- 2003년 KBS2 단막극 《드라마시티 - 사진사 홍봉구》 ... 홍승리 역
- 2003년 SBS 단막극 《오픈드라마 남과 여 - 꼬맹아 사랑해》 ... 하도빈 역(여욱환 아역)
- 2004년 EBS 어린이드라마 《네 손톱 끝에 빛이 남아 있어》 ... 5반 짱 역
- 2004년 KBS2 어린이드라마 《울라불라 블루짱》 ... 블루스톤 전사 시온 역(우정출연)
- 2004년 MBC 특별기획 대하드라마 《영웅시대》 ... 어린 박춘삼 역(박형준 아역)
- 2004년 KBS1 대하드라마 《불멸의 이순신》 ... 어린 하성군(선조) 역(조민기, 최철호 아역)
- 2004년 KBS2 월화드라마 《북경, 내 사랑》 ... 어린 나민국 역(김재원 아역)
- 2004년 SBS 광복60년 대하드라마 《토지》 ... 강두메 아역
- 2005년 SBS 주간시트콤 《귀엽거나 미치거나》5회 ... 박신혜를 좋아하는 남학생 역
- 2005년 KBS2 수목드라마 《부활》 ... 어린 서하은 역(엄태웅 아역)
- 2005년 KBS2 일일시트콤 《올드미스 다이어리》131회 ... 폰팅 학생 역
- 2006년 KBS2 어린이드라마 《641 가족》43회 ... 대학생 현종 역
- 2006년 KBS2 수목드라마 《굿바이 솔로》
- 2006년 KBS2 어린이드라마 《화랑전사 마루》 ... 이기정 역
- 2007년 KBS2 수목드라마 《마왕》 ... 어린 오승하/정태성 역(주지훈 아역)
- 2008년 MBC 수목미니시리즈 《베토벤 바이러스》 ... 어린 강건우 역(김명민 아역)
- 2009년 MBC 특별기획드라마 《선덕여왕》 ... 어린 보종 역(백도빈 아역)
- 2009년 MBC 일일시트콤 《지붕 뚫고 하이킥》 임재현 역 ... (특별출연)
- 2010년 KBS1 특별기획 역사드라마 《거상 김만덕》 ... 어린 동아 역(김철기 아역)
- 2011년 KBS2 8부작드라마 《KBS 드라마 스페셜 연작 시리즈 - 화이트 크리스마스》 ... 양강모 역
- 2011년 KBS2 단막극 《KBS 드라마 스페셜 - 휴먼 카지노》
- 2011년 KBS2 아침드라마 《TV소설 복희 누나》 ... 어린 지영표 역(최우석 아역)
- 2012년 tvN 미니시리즈 《닥치고 꽃미남 밴드》 ... 정마로 역
- 2012년 KBS2 월화드라마 《학교 2013》 ... 오정호 역
- 2013년 KBS2 단막극 《KBS 드라마 스페셜 연작 시리즈 - 사춘기 메들리》 ... 임덕원 역
- 2013년 KBS2 특별기획드라마 《칼과 꽃》 ... 치운 역
- 2014년 SBS 월화드라마 《신의 선물 - 14일》 ... 한기태 역
- 2014년 KBS2 단막극 《KBS 드라마 스페셜 - 칠흑》 ... 한정욱 역
- 2018년 OCN 주말드라마 《라이프 온 마스》 ... 김현석 역
- 2023년 KBS1 일일드라마 《금이야 옥이야》

### 영화
- 1997년 《마리아와 여인숙》 ... 어린 기욱 역(신현준 아역)
- 2002년 《연애소설》 ... 어린 이지환 역(차태현 아역)
- 2003년 《보리울의 여름》 ... 형우 역
- 2011년 《적과의 동침》 ... 어린 정웅 역(김주혁 아역)
- 2011년 《마이 웨이》 ... 민우 역
- 2014년 《소녀괴담》 - 기태 역

### 광고
- 2001년 삼성

## 방송
- MBC 《테마게임》
- MBC 《뽀뽀뽀》
- Mnet 《비틀즈 코드 시즌 2》

## 수상 및 후보
| 연도 | 시상식       | 부문               | 작품          | 결과 |
| ---- | ------------ | ------------------ | ------------- | ---- |
| 2000 | KBS 연기대상 | 남자 청소년 연기상 | 바보같은 사랑 | 후보 |
| 2002 | SBS 연기대상 | 아역상             | 야인시대      | 수상 |